# Raw Power
Raw Power ist das dritte Studioalbum der US-amerikanischen Rockband The Stooges, veröffentlicht wurde es unter dem Namen Iggy and The Stooges. Im Jahr 1973 erschienen, ist es das letzte Album aus der „klassischen“ Phase der Band. Raw Power wird üblicherweise den Genres Garage Rock und Hard Rock zugeordnet, gilt aber auch als Vorläufer des Punk.

## Titel
Alle Songs stammen aus der Feder von James Newell Osterberg alias Iggy Pop und James Williamson.
Seite A
1. Search and Destroy – 3:29
2. Gimme Danger – 3:33
3. Your Pretty Face Is Going to Hell (Originally Titled “Hard to Beat”) – 4:54
4. Penetration – 3:41
Seite B
5. Raw Power – 4:16
6. I Need Somebody – 4:53
7. Shake Appeal – 3:04
8. Death Trip – 6:07

## Aufnahme
Raw Power wurde zwischen September und Oktober 1972 in den CBS Studios in London eingespielt. Sämtliche Songs auf dem Album wurden von Iggy Pop und James Williamson komponiert, Iggy Pop war zudem für die Produktion verantwortlich. Er spielt zudem Celesta auf dem Song Penetration sowie Piano auf Gimme Danger und Raw Power. Williamson und Ron Asheton steuern auf Penetration Begleitgesang bei.

## Abmischung
Die Abmischung von Raw Power übernahm David Bowie. Iggy Pop war mit diesem Mix jedoch nie zufrieden. Er bemängelte, dass David Bowie die Wildheit der Aufnahmen allzu sehr abgemildert habe. Daher fertigte Iggy Pop im Jahr 1997 einen Remix des Albums an.
David Bowie hingegen erinnert sich an die Abmischung so: Obwohl für Raw Power ein 24-Spur-Rekorder zur Verfügung stand, habe Iggy Pop lediglich drei Spuren genutzt – eine für sich selbst, eine für die Leadgitarre und eine für den Rest der Band. Da es für ihn also kaum etwas zu mixen gab, habe er sich im Wesentlichen darauf beschränkt, die Lautstärke der Vocals rauf und runter zu drehen.

## Veröffentlichungen
Columbia Records brachte Raw Power im Februar 1973 als Langspielplatte und Kompaktkassette auf den Markt. 1988 erschien das Album erstmals auf CD. 1997 wurde Iggy Pops Remaster auf CD und LP veröffentlicht.

## Rezeption
Raw Power war bei seinem erstmaligen Erscheinen nicht besonders erfolgreich – es erreichte lediglich Platz 182 der Album-Charts von Billboard.
In der Rückschau jedoch wird das Album von den meisten Musikkritikern als essenziell betrachtet. Jon Savage etwa schrieb in seiner Geschichte des Punk, England’s Dreaming, dass man, könnte man nur zwei der im Buch erwähnten Punkalben hören, Never Mind the Bollocks, Here’s the Sex Pistols und Raw Power wählen sollte.
Das Magazin Rolling Stone wählte Raw Power 2003 auf Platz 125 und 2012 auf Platz 128 der 500 besten Alben aller Zeiten.
In der Auswahl der 500 besten Alben aller Zeiten des New Musical Express belegt es Platz 80.
Pitchfork führt es auf Platz 83 der 100 besten Alben der 1970er Jahre.
Raw Power wurde in die 1001 Albums You Must Hear Before You Die aufgenommen.

## Neuveröffentlichungen
Sony veröffentlichte am 13. April 2010 mit der „Legacy Edition“ eine erweiterte Neuauflage auf zwei CDs, die neben dem Album auch einen Konzertmitschnitt von einem Auftritt im Oktober 1973 in Atlanta sowie zwei Bonustracks umfasst.
Am 27. April 2010 folgte in limitierter Auflage ein Boxset namens „Deluxe Edition“, welches eine weitere Bonus-CD, eine DVD mit einer Dokumentation und eine 7″-Single mit den Songs Raw Power and Search and Destroy enthält.
Die Deluxe Edition wurde sehr positiv rezensiert. Der Metascore beträgt 92 von 100 möglichen Punkten.
Georgia Peaches (CD 2)
1. Introduction – 0:22
2. Raw Power –   05:46
3. Head On – 09:14
4. Gimme Danger – 7:57
5. Search and Destroy – 07:25
6. I Need Somebody – 6:15
7. Heavy Liquid – 07:40
8. Cock in My Pocket – 3:53
9. Open Up and Bleed – 10:22
Bonustracks (CD 2)
10. Doojiman – 4:03
11. Head On (Rehearsal Performance) – 05:39
Rarities, Outtakes & Alternates from the Raw Power Era (CD 3)
1. I’m Hungry – 3:56
2. I Got a Right – 2:49
3. I’m Sick of You – 6:52
4. Hey, Peter – 3:27
5. Shake Appeal – 3:03
6. Death Trip – 5:56
7. Gimme Danger – 3:35
8. Your Pretty Face Is Going to Hell – 4:56

## Trivia
Johnny Marr, Kurt Cobain und CeeLo Green nannten Raw Power jeweils als eines ihrer Lieblingsalben.
Henry Rollins hat sich einen Songtitel aus Raw Power formatfüllend auf den oberen Rücken tätowieren lassen: Search & Destroy.